# Alberto Ginastera
Alberto Evaristo Ginastera (11. dubna 1916, Buenos Aires – 25. června 1983 Ženeva, Švýcarsko) byl argentinský hudební skladatel.

## Život
Narodil se 11. dubna 1916 v Buenos Aires, v rodině s katalánskými a italskými předky. Studoval na Národní hudební konzervatoři v Buenos Aires, kterou absolvoval v roce 1938. Jeho pedagogická kariéra začala roku 1941 na Národní konzervatoři a na Národní vojenské akademii San Martín. Ve stejném roce se oženil s Mercedes de Toro, se kterou měl dvě děti.
Z důvodu podpisu petice za podporu lidských práv byl v roce 1945 donucen Perónovým režimem odstoupit z Národní vojenské akademie. Za podpory Guggenheimova grantu (1942) odešel se svou rodinou do Spojených států amerických, kde zůstal od roku 1945 do 1947 a studoval u Aarona Coplanda v Tanglewoodu. Po návratu do Buenos Aires spoluzaložil argentinskou pobočku ISCM a Hudební a divadelní konzervatoř La Plata, kterou současně vedl. V roce 1951 ISCM vybrala jeho dílo k prezentaci na 25. festivalu ve Frankfurtu nad Mohanem. Byla to první Ginasterova cesta do Evropy, kde se také zúčastnil "International Music Council of UNESCO" setkání. Následovali další návštěvy s ISCM v Oslu (1953), Stockholmu (1956), Římě (1959) a Madridu (1965).
V roce 1952 ho donutila Perónova vláda odstoupit z funkce ředitele Konzervatoře La Plata, toto trvalo do roku 1956, kdy Perónův režim skončil. V letech 1942–1958 si přivydělával skladáním filmové hudby. V roce 1958 obdržel plnou profesoraturu v La Plata, v témže roce rezignoval a přijal nabídku vedení Fakulty hudebního umění a vědy na Argentinské katolické univerzitě, kde působil jako děkan (1958–1963). Ze všech univerzitních míst odstoupil v roce 1963 a plně se věnoval skladbě a řízení Latinskoamerického centra pro pokročilá hudební studia na Institutu Torcuato di Tella. Pod jeho vedením (1963–1971) podporoval tento institut avantgardní techniky, formou nabídky dvouleté stáže pro latinskoamerické skladatele u Coplanda, Messiaena, Xenakise, Nona a Dallapiccoliho.
V roce 1968 se vrátil zpět do Spojených států amerických a od roku 1970 žil v Evropě. V roce 1971 si vzal argentinskou violoncellistku Auroru Nátolu a trvale se usadil ve Švýcarsku, kde se plně soustředil na skládání hudby. Je považován za jednoho z nejpřednějších latinskoamerických skladatelů vážné hudby. Mezi jeho studenty byli Ástor Piazzolla, Waldo de los Ríos a Rafael Aponte-Ledée.

## Členství a ocenění
Byl členem "National Academy of Fine Arts of Argentina" (1957), "Brazilian Academy of Music" (1958), "American Academy of Arts and Sciences" (1965) a "American Academy of Arts and Letters" (1968). Obdržel čestný doktorát Yale (1968) a Temple university (1975). Byla mu udělena cena "Grand prize of the Argentine National Endowment for the Arts" (1971) a " UNESCO International Music Council music prize" (1981).
Zemřel 25. června 1983 v Ženevě.
Spolu s dalšími 11 skladateli – přáteli (C. Beck, L. Berio, P. Boulez, B. Britten, H. Dutilleux, W. Fortner, A. Ginastera, C. Halffter, H. W. Henze, H. Holliger, K. Huber a W. Lutoslawski) švýcarského dirigenta a mecenáše Paula Sachera (1906–1999), byl požádán ruským violoncellistou Mstislavem Rostropovičem, aby u příležitosti Sachrových 70. narozenin napsal skladbu pro sólové violoncello s použitím not obsažených v jeho jméně (eS, A, C, H, E, Re). Alberto Ginastera vytvořil PUNEÑA No. 2 op. 45. Skladby byly částečně uvedeny Curychu 2. května 1976. Celý projekt "eSACHERe" byl uveden (poprvé v kompletním provedení) českým violoncellistou Františkem Brikciem v roce 2011 v Praze.